# أوكامي
أوكامي (بالإنجليزية: Ōkami ؛ باليابانية: 大神، أوكاميّ، أي «اله عظيم» حرفياً) هي لعبة فيديو من كابكوم على كل من البلاي ستيشن 2 والوي. لاقت اللعبة نجاحا كبيرا عبر العالم نظرا لكونها فريدة من نوعها، فهي تتحدث عن ذئبة اسمها «أمتراسو» هي الهة الشمس والضوء وملكة السهول العليا السماوية. بالإضافة إلى جمال وسحر قصتها تتميز اللعبة برسومات خلابة جد متقنة، مما جعلها تحضى بإعجاب النقاد.

## وصلات خارجية
- أوكامي على موقع IMDb (الإنجليزية)

- الموقع الرسمي
- الموقع الرسمي الياباني
- موقع لفن أوكامي الرسمي